# Obrasqi
OBRASQi – polski zespół muzyczny założony w 2019.

## Historia
Zespół został założony w Żukowie. W 2019 ukazał się maxi singiel grupy pt. HolyGram zawierający utwory Dopowiedzenia, Nieobowiązkowe i tytułowe HolyGram. Pochodzący z tego singla utwór Dopowiedzenia dotarł do #27 Listy Przebojów Programu Trzeciego oraz na szczyt Listy Polskiego Radia Rzeszów. Sam maxi singiel uplasował się natomiast na pierwszym miejscu jednego z zestawień Będzie Głośno radiowej Czwórki. W 2021 ukazał się debiutancki album grupy pt. Dopowiedzenia. W tym samym roku grupa OBRASQi uplasowała się na 4. miejscu w zestawieniu Nadziei 2021 polskiej muzyki – miesięcznika Teraz Rock. Radio 357 umieściło z kolei utwór Dopowiedzenia w zestawie LP21, najważniejszych polskich utworów XXI wieku.
We wrześniu 2022 ukazał się drugi album grupy pt. Szept ciszy. 
W grudniu 2022 zmarła wokalistka grupy Monika Dejk-Ćwikła.

## Skład
- Jarek Bielawski – perkusja[1]
- Monika Dejk-Ćwikła – wokal i teksty[1] (zm. 2022)
- Artur Wolski – kompozytor, gitara, klawisze[1][8]

## Dyskografia
Albumy
- Dopowiedzenia (2021)
- Szepty ciszy (2022)